# Rena rama Rolf
Rena rama Rolf är en svensk komediserie från 1994, skriven av Jakob Skarin och Stefan Ahnhem, regisserad av Joachim Bergenstråhle. Serien är baserad på det amerikanska serieformatet The Honeymooners och spelades in av MTV Produktion i Jonsered. I rollerna medverkar Lasse Brandeby, Carina Boberg, Robert Gustafsson, Karolina Rahm, med flera. Serien producerades och sändes i TV4. Under hösten 2010 visade TV4 en nyklippt version av originalet, med anledning av att TV4 firade 20 år.
År 2000 sattes en teaterföreställning av Rena rama Rolf – En plats i solen upp på Vallarnas friluftsteater.

## Handling
Rolf Allan Mjunstedt är den mest kända och enligt sig själv också den bästa spårvagnsföraren i Göteborg. Han är gift med Bettan som han älskar djupt, trots alla deras duster. De bor på Nordhemsgatan 66 tillsammans med grannparet Nisse och Ina Lind som de umgås med mycket flitigt. I den senare delen av serien, från säsong 4, medverkade inte Robert Gustafsson och Karolina Rahm; i stället försågs serien med de två nya karaktärerna Conny och Monica, som gestaltades av Jojje Jönsson och Mi Ridell.

## Skådespelare i urval
- Lasse Brandeby - Rolf Allan Mjunstedt
- Carina Boberg - Elisabet "Bettan" Mjunstedt
- Robert Gustafsson - Nils "Nisse" Gustav Bertil Lind, Rolf och Bettans granne i säsong 1-4. Även medlem i Masthuggarbröderna.
- Karolina Rahm - Ina Lind, Nisses fru.
- Inger Hayman - Hjördis Eriksson, Bettans mamma (kallas av Rolf för "tjôtkärring")
- Weiron Holmberg - Masthuggarbrödernas ordförande (säsong 1-3)
- Roland Janson - Arne Westin, stationsmästare på Rolfs jobb
- Christian Fiedler - Roland Boström, Rolfs chef (säsong 3)
- Jojje Jönsson - Conny Emanuel Raberud, Rolf och Bettans nye granne under säsong 4 och 5
- Mi Ridell - Monica Raberud, Connys fru
- Claes Malmberg - Berndt, gammal klasskompis till Rolf (medverkar bara i avsnittet "Storfräsaren")
- Maria Hedborg - Berndts fru, (medverkar bara i avsnittet "Storfräsaren")
- Kristian Lima de Faria - Pierre, inredningsarkitekt på "Morgans Möbler" (medverkar bara i avsnittet "Färg på tillvaron")
- Katarina Weidhagen van Hal - Anita, psykolog som undersöker Rolf (medverkar bara i avsnittet "Är du inte klok")
- Kim Lantz - Alfons Grönkvist, medlem i Masthuggarbröderna
- Eivin Dahlgren - Lasse Wilchevski, medlem i Masthuggarbröderna
- Lena Brogren - Svea Mjunstedt, Rolfs mamma.
- Richard Herrey - Lennart, arbetskamrat till Rolf
- Anders Granell - Henry, arbetskamrat till Rolf
- Maria Hörnelius - Harriet, receptionist på Spårvägen
- Lasse Brandeby - Härryda-Harry Hansson, gangsterledare som liknar Rolf (medverkar bara i avsnittet "Rolf i skottlinjen")
- Evert Lindkvist - Landshövdingen i avsnittet "Säkerheten själv" och Hyresvärden Jönsson i avsnittet "Mjunstedts mullvadar".
- Krister Claesson - Mannen på travet (medverkar endast i avsnittet "Hoppas på hästar")
- Rolf Holmgren - Gösta Grahn, arbetskollega till Nils Lind (medverkar bara i avsnittet "Sagan om Ringen")
- Ingemar Carlehed - Hilding, ägare för Hildings Hörne (medverkar bara i avsnittet "Hoppas på hästar")
- Sonny Johnson - Begravningsmannen   i   medlem   Masthuggarbröderna
- Niclas Fransson - Teletekniker" (medverkar bara i avsnittet "Skumma pengar")
- Maria Lundqvist Skattekontorist (medverkar bara i avsnittet "På heder och samvete")
- Mikael  Bengtsson Skattekontorist(medverkar bara i avsnittet "På heder och samvete")
- Regina Lund - Leila Kronblad, (medverkar bara i avsnittet "Ett riktigt bombnedslag")
- Lakke Magnusson - Leif Kronblad, (medverkar bara i avsnittet "Ett riktigt bombnedslag")
- Evert Lindkvist - Borgmästaren i avsnittet "Säkerheten själv" och "Hyresvärden Jansson" i avsnittet "Mjunstedts mullvadar"
- Lars Väringer - Tidningsredaktör, (medverkar bara i avsnittet "Den dödsdömde")
- Naser Ghofranifar- Milar, kollega till Rolf (medverkar bara i avsnittet "Golfaren")
- Anders Janson- Claes Fontanell, golfspelare (medverkar bara i avsnittet "Golfaren")
- Rebecca Hayman- Margareta, Bettans syster (medverkar bara i avsnittet "Heder och gympadojor")
- Jacob Ericksson- Filip, person i bowlinghallen (medverkar bara i avsnittet "Ett sanningens ord")
- Magnus Krepper- polis (medverkar bara i avsnittet "Ett sanningens ord")
- Erik Ståhlberg- brevbärare (medverkar bara i avsnittet "Ett sanningens ord")
- Göran Ragnerstam- Rånar-Ronny, (medverkar bara i avsnittet "Presenten")
- Jill Ung- sjuksköterska', (medverkar bara i avsnittet "Sagan om ringen")
- Lola Ewerlund- operationsläkare', (medverkar bara i avsnittet "Sagan om ringen")
- Percy Brandt-Ingvar Eiden , (medverkar bara i avsnittet "Bu och Bä-listan")
- Else-Marie Brandt-Fru Eiden , (medverkar bara i avsnittet "Bu och Bä-listan")
- Thomas Nystedt-Chefen- chef över sedelförfalskningsligan , (medverkar bara i avsnittet "Skumma pengar")
- Örjan Landström-Klimpen- medlem i sedelförfalskningsligan , (medverkar bara i avsnittet "Skumma pengar")
- Johan Gry-Bindan- medlem i sedelförfalskningsligan , (medverkar bara i avsnittet "Skumma pengar")
- Sven Angleflod-Ingo- medlem i sedelförfalskningsligan , (medverkar bara i avsnittet "Skumma pengar")
- Christer Fjellström-Helge- polis och biljardspelare , (medverkar bara i avsnittet "Skumma pengar")
- Joachim Bergenstråhle- tv-producent , (medverkar bara i avsnittet "Mirakelmaskinen")
- Vanja Blomkvist- Lillemor medarbetare på livsmedelsföretag , (medverkar bara i avsnittet "En hund begraven")

## Avsnitt

### Säsong 1 1994
1. Den dödsdömde När Rolf tror att han ska dö om sex månader så säljer han storyn till en tidning för att kunna försörja Bettan efter att han har gått bort. Men vad Rolf inte vet är att det handlar om Bettans mammas hund.
2. På heder och samvete När Rolf får ett brev från Skatteverket tror han att han har gjort nåt allvarligt fel. Rolf driver sig själv till vansinne genom att försöka komma på vad han har gjort.
3. Mumsibumsan och snutteplutten Bettans mamma Hjördis kommer på besök just när Rolf tänkte ta med Bettan för att se en pjäs. När Hjördis avslöjar slutet på pjäsen skäller Rolf ut henne, men då flyttar Bettan in hos Hjördis. Då försöker Rolf och Nisse komma på ett sätt att få Bettan att komma tillbaka till Rolf.
4. Skumma pengar Rolf tror att han är rik när han får tag på en väska full med pengar. Vad han inte vet är att det är falska pengar som är tryckta av några skurkar.
5. Mirakelmanicken Rolf övertalar Nisse att tillsammans göra en TV-reklamfilm för att bli miljonärer genom att sälja en köksmaskin kallad "Aladdin Magic Miracle Machine".
6. Den avgörande rösten Årets masthuggare i Masthuggarbröderna ska röstas fram men efter ett bråk mellan Rolf och Nisse måste Rolf fjäska och försöka bli vän med Nisse för att kunna få hans röst och vinna. Samtidigt har Bettan fått en ej välfungerande dammsugare i födelsedagspresent. Rolf bär slips i avsnittet.
7. Kalla mig Bob En ny granne, Bob, flyttar in och ger fruarna danslektioner. Rolf och Nisse blir inte glada men inser snart att Bob är en gentleman vilket får dem att försöka bli bättre makar till sina fruar.
8. Bu- och bälistan En man inom kaviarbranschen och hans fru kommer hem till Rolf och Bettan eftersom de bodde där för längesen. Mannen ger Rolf några råd för att bli framgångsrik: Rolf skulle kunna skriva en bu- och bälista - en lista över sina dåliga egenskaper och en lista över de goda - och sen försöka radera alla de dåliga egenskaperna och då kan Rolf inte göra ett enda misstag. Nisse försöker få Rolf att anmäla sig till högskoleprovet.
9. Man eller mus Masthuggarna ska på utflykt och spela paintball. De bestämmer sig för att inte ta med sina fruar denna gången, Rolf och Nisse har dock svårigheter med att övertala Bettan och Ina.
10. Ett sanningens ord Rolf tror att han har fått sparken så han och Nisse skriver ett argt brev till Rolfs chef Arne Westin. Men det visar sig att Rolf har blivit befordrad till stationsmästare.
11. Dan före dopparedan På dagen före julafton uppstår omständliga problem med julklapparna och Rolf försöker lura Bettans mamma genom att göra henne full.

### Säsong 2 1994–1995
1. En hund begraven Rolf försöker bli rik genom att sälja delikatesser som egentligen är hundmat.
2. Chefens gunstling Rolf blir inbjuden av sin chef Westin att komma hem till honom och lära honom spela biljard. Hemma hos Westin börjar Nisse prata om idéer som kan förbättra Göteborgs spårvägar och det slutar med att Westin erbjuder Nisse ett chefsjobb.
3. Råg i ryggen Rolf och Nisse ska spela final i bowling, men Rolf har dessutom lovat Bettan att ta med henne till Liseberg på deras bröllopsdag som är dagen därpå. Efter bowlingen råkar Rolf sträcka ryggen.
4. Ett riktigt bombnedslag Rolf har tjuvläst i några dokument och har fått veta att konsulten, och Rolfs gamla klasskamrat, Leif Kronblad ska komma till spårvägen nästa vecka för att rensa bort en massa folk därifrån och Rolf är då rädd för att han är en av dem som ska få sparken. Rolf bjuder hem Kronblad och hans fru Laila på middag för att visa Kronblad att Rolf inte är den som han kan rensa bort från spårvägen, men nästa dag vill Laila att Rolf och Bettan kommer hem till dem i stället.
5. Utomjordingen Rolf tänker vinna Masthuggarnas maskeradtävling genom att hyra en dräkt. När han får reda på att även Nisse har hyrt en dräkt uppstår problem.
6. Sagan om ringen Rolf hittar en ring med skriften "Till en sann vän från Nisse Lind" och tror att det är till honom. Men när det visar sig att ringen är till Nisses jobbs nya förman Gösta Grahn blir Rolf så arg att han bryter sin vänskap med Nisse och blir kompis med Bertil Björnebacke.
7. Färg på tillvaron Det är dagen innan Rolfs födelsedag och Bettan har anlitat Pjere från Morgans möbler att renovera hela lägenheten - Pjere gör det dessutom helt gratis - som en present till Rolf. Men när Rolf hittar Pjeres bortglömda telefon börjar han tro att Bettan är otrogen.
8. Golfaren För att fjäska för chefen Roland Boström råkar Rolf säga att han kan spela golf. Rolf måste nu lära sig spela golf på några dagar innan han ska gå en runda med chefen.
9. Dumburken Rolf och Nisse köper en TV tillsammans. Dock blir det snabbt bråk om vilka program de ska titta på.
10. Är du inte klok Westin skickar Rolf till en psykolog som kommer fram till att Nisse gör Rolf nervös. Rolf måste säga upp bekantskapen med Nisse för att kunna må bra.
11. Heder och gympadojjer Bettans syster Maggan ska gifta sig med Roger Bark som är med i masthuggarna. Vid en fyllekväll på masthuggeriet övertalas Roger av Rolf och Nisse om att han ska bli den som bestämmer i äktenskapet.
12. Säkerheten själv Rolf har blivit utsedd till Göteborgs säkraste spårvagnsförare, men på väg till banketten råkar han ut för en olycka.
13. Amors pilar Rolf stöter på en gammal vän, Floyd, som fortfarande är ogift. Rolf vill fixa ihop honom med någon. Missförstånd uppstår och Bettan tror att Rolf har blivit en kvinnojägare.

### Säsong 3 1995
1. Storfräsaren Rolf träffar på en gammal klasskompis, Berndt, som skryter om att han har blivit väldigt framgångsrik. Rolf vill inte verka sämre så han överdriver och skryter om att han är chef över spårvägen.
2. Fjädrar anamma Rolf och Nisse börjar med ornitologi för att försöka vinna ett stipendium. En dag får Rolf också veta att han ska få ett arv.
3. Mors lilla Roffe Rolfs svärmor ska komma på besök vilket gör att Rolf går i taket. Bråket påverkar även Nisse och Ina. Samtidigt övar Nisse inför Jeopardy som han ska medverka i.
4. Den store Korpilombolo Masthuggarna ska till Köpenhamn så Rolf tar hem en hypnotisör som ska få Bettan att ta fram gömda pengar som Rolf vill ta med sig.
5. Presenten Rolf samlar in pengar bland sina kollegor för att kunna köpa ett halsband till chefens dotter som ska gifta sig. Bettan råkar komma över halsbandet och tror att det är hennes födelsedagspresent. För att få tillbaka det så anlitar Rolf och Nisse en skådespelare som ska stjäla halsbandet.
6. Här är ditt liv Rolf har blivit vald att vara med i TV och Bettan träffar producenten i hemlighet för att det ska bli en överraskning. Eftersom Bettan måste ljuga för Rolf så tror han att Bettan har träffat nån annan och tänker lämna honom. Rolf och Nisse försöker ta reda på vem Bettan egentligen träffar.

### Säsong 4 1998
1. En stjärna föds Bettan har fått en roll i en pjäs men Rolf vill inte att hon ska vara med. Men när pjäsens producent ger Rolf en roll tackar han ja och då låter han Bettan vara med. Nisse får huvudrollen som den charmige älskaren som Bettan i pjäsen blir förälskad i. Ett par flyttar in i Rolf och Bettans hyreshus, Conny och Monica Raberud. Obs. Det här är sista avsnittet med Nisse och Ina.
2. Gott nytt år Dagen före nyårsafton. Bettan förväntar sig att hon och Rolf ska gå ut på nyårsafton, men Rolf är snål så han vägrar. För att slippa gå ut med Bettan tackar Rolf ja till ett extrapass på spårvägen. Men när Monica säger att hon har fått fyra biljetter till nyårssupén på Palace Hotel - där hon själv, Conny, Rolf och Bettan nu får komma in gratis - uppstår det problem.
3. Husets herre Rolf sätter i tidningen att han är husets herre, men det gör inte Bettan speciellt glad. Rolf slår vad med Henry på spårvägen att han kan få Bettan att laga till en middag genom att säga till henne på skarpen.
4. Barnvakten Bettan blir barnvakt åt några män, men Rolf missförstår alltihop och tror att Bettan jagar män.
5. Näsan i blöt Conny, som är fönsterputsare, har fått veta att Puts-Larsson får dubbelt så mycket betalt av Connys största kund Axelsson. Rolf övertalar Conny att slå näven i bordet och säga till Axelsson att ge honom samma betalt som Puts-Larsson. Men det slutar med att Axelsson säger upp kontraktet med Conny och hans firma går omkull.
6. Mjunstedts mullvadar Hyresvärden Jönsson höjer hyran med 50 kronor, men Rolf vägrar betala. Då stänger Jönsson av all el och värme och Rolf stänger in sig själv och Bettan i lägenheten för att försöka få Jönsson att ge sig.
7. Gottegrisen Rolf ska vara med i en reklamfilm för godis men det går inget bra när han försöker lära sig manuset. Rolf råkar sen få tandvärk och tvingas då gå till tandläkaren Yngvesson som kallas Slaktaren från Pajala, men Rolf har tandläkarskräck.
8. Sömngångaren Conny går i sömnen och Rolf, Bettan och Monica får ingen sömn. Rolf tvingas då bo uppe hos Conny medan Monica bor hos Bettan.
9. Kometkarriär Förmannen på spårvägen ska gå i pension och Rolf har bestämt sig att han ska bli ny förman, så han bjuder in trafikchefen, ekonomichefen och personalchefen för att fjäska.
10. Pappa Rolf Rolf ser Bettan och Monica gå in på mödravårdscentralen och då tror han att Bettan är gravid, men det visar sig att Bettan har fått ett jobb där.

### Säsong 5 1998
1. Kärleksbrevet Rolf hittar ett kärleksbrev i sin lägenhet och han tror att det är från en hemlig älskare till Bettan. Rolf får sen reda på att "den hemlige älskaren" är Conny Raberud.
2. Hälsan själv Hyreshusets värmepanna är trasig och det är iskallt. Bettan står inte ut med kylan och åker till sin mamma, men Rolf stannar hemma och blir förkyld. Samtidigt är Rolf påtänkt som chef för spårvägen i Majorna.
3. Hoppas på hästar Rolf har blivit skattmästare på biljardklubben och har fått 5 000 kronor, men när han kommer hem upptäcker han att pengarna är borta. På Hildings Hörne försöker Rolf och Conny komma på hur Rolf ska kunna få 5 000 kronor igen. Då får de höra av Hilding att de skulle kunna spela på hästar och satsa 250 kronor på hästen Milk Cow som ger 20 gånger pengarna - 250 gånger 20 blir 5 000!
4. Ju mer vi är tillsammans Eftersom Rolf och Conny är ute tillsammans väldigt mycket i stället för med sina fruar, bestämmer sig Bettan och Monica att umgås med dem oavsett vad Rolf och Conny annars vill göra själva. Fyra dagar senare börjar Rolf bli galen efter att ha umgåtts med Bettan helt ensam i tre kvällar. Men om Rolf och Conny gör den riktigt stora svängen tillsammans med Bettan och Monica så att de tröttnar och förstör nöjet för Rolf och Conny, då kanske Bettan och Monica tänker om.
5. Hårresande Rolf träffar på en man i parken som har uppfunnit ett medel som kan göra så att hår växer ut igen på t.ex. de flintskalliga. Mannen erbjuder Rolf att sälja medlet till honom och Rolf tackar ja. Men mannen är egentligen en lurendrejare.
6. Vinna och försvinna Rolf har bestämt sig att vara med i tävlingar som finns på matvarorna. I t.ex. Slinka Slanks tävling kan man vinna en resa till Västindien och Rolf vinner den tävlingen! Men Rolf måste då gå ner i vikt, från 125 kilo till 75 kilo på bara två veckor!
7. En man i min smak Rolf och Conny ska köpa en sommarstuga för 39 500 kronor tillsammans, men Bettan och Monica uppskattar det inte. Men Bettan och Monica bestämmer sig i alla fall för att titta på sommarstugan och då blir de nöjda. Men när försäljaren säger att stugan kostar 180 000 tar han och Rolf bort några av stugans detaljer så att priset kommer ner till 39 500. Men när Rolf, Conny, Bettan och Monica kommer tillbaka till stugan ser de att försäljaren verkligen tog bort de detaljerna som han och Rolf pratade om.
8. Svärmorsmardrömmen Bettans mamma Hjördis ska bo hos henne och Rolf ett tag medan hennes lägenhet renoveras och Rolf får som vanligt bo i köket. Tre veckor senare börjar Rolf bli vansinnig och försöker då komma på ett sätt att bli av med kärringen.
9. Skilda läger Rolf och Conny är på biljardklubben och då ringer Monica och säger åt Conny att komma hem, men Rolf tycker att Monica inte lämnar honom och Conny i fred på deras fritid. Då säger Rolf till Conny att när han kommer hem ska han säga till Monica bestämt att han är husets herre, men när Conny gör det Rolf har sagt så går det fruktansvärt fel. Det slutar med att Bettan flyttar upp till Monica och Rolf och Conny blir då tvungna att bo ensamma tillsammans. Och det ska bli så tills Rolf och Conny antingen har bevisat att de kan klara sig själva eller bett om ursäkt.
10. Syskonen Mjunstedt Bettan har fått ett nytt jobb där hon får jobba heltid. Rolf blir tvungen att låtsas vara Bettans bror eftersom hon inte skulle få jobbet om hon var gift. Rolf börjar då tro att den egentliga anledningen är att Bettans chef då kan stöta på henne.
11. Rolf i skottlinjen Rolf kommer hem och berättar att en man har erbjudit honom ett chefsjobb på ett stort försäkringsbolag. Mannen kommer hem till Rolf och säger att han har fått jobbet och han får då komma över till Palace Hotel. Men det visar sig att mannen valde ut Rolf för att han ser exakt likadan ut som mannens chef, gangsterledaren Härryda-Harry Hansson. Rolf ska nämligen i Harrys ställe dödas av Harrys svurna fiendeliga som leds av den efterlyste Patron-Pelle Pålsson. Då kan Harry tryggt sticka iväg till Rio de Janeiro utan att bli förföljd av Patron-Pelle och hans liga.

## DVD-utgivning
- Rena rama Rolf finns även utgiven på DVD, tidigare med enstaka avsnitt (1997) och senare (2008) i boxar. [6]

## Om serien
- Vinjettmusiken är skapad av Lars "LIM" Moberg och sjungs av barbershopgruppen After Shave[7].